# ويلهيلم كريوز
ويلهيلم كريوز (بالألمانية: Wilhelm Kreuz) مواليد 29 مايو 1949 في فيينا، هو لاعب كرة قدم نمساوي سابق كان يلعب كمهاجم. سبق له أن لعب في كأس العالم لكرة القدم مع منتخب بلاده.

## مرحلة الشباب

### أندية لعب لها
- أدميرا فاكر مودلينغ

## المسيرة الاحترافية

### أندية لعب لها
- أدميرا فاكر مودلينغ
- سبارتا روتردام
- فاينورد

## روابط خارجية
- ويلهيلم كريوز على موقع الاتحاد الدولي (مؤرشف)  (الإنجليزية)
- ويلهيلم كريوز على موقع الاتحاد الأوربي (الإنجليزية)
- ويلهيلم كريوز على موقع قاعدة بيانات كرة القدم.إي يو (الإنجليزية)
- ويلهيلم كريوز على موقع ناشيونال فوتبول تيمز (الإنجليزية)
- ويلهيلم كريوز على موقع عالم كرة القدم.نت (الإنجليزية)